# عمر سی
عمر سی (تلفظ فرانسوی: [ɔmaʁ si]؛ زادهٔ ۲۰ ژانویهٔ ۱۹۷۸) یک هنرپیشه فرانسوی است که بیشتر در فرانسه برای طرح‌هایش با فرد تستوت در برنامه تلویزیونی خدمات پس از فروش آلایندگی در کانال+ (۲۰۰۵–۲۰۱۲) شناخته می‌شود. او به خاطر بازی در فیلم کمدی-درام دست‌نیافتنی‌ها در سال ۲۰۱۱ شهرت بیشتری به دست آورد که جایزه سزار بهترین بازیگر مرد را برای او به ارمغان آورد و او را به اولین سیاهپوست دریافت کننده این جایزه تبدیل کرد. او بعداً در فیلم‌های مردان ایکس: روزهای گذشته آینده (۲۰۱۴)، دنیای ژوراسیک (۲۰۱۵)، دو خانواده (۲۰۱۶)، شکلات (۲۰۱۶)، دوزخ (۲۰۱۶)، تبدیل شوندگان: آخرین شوالیه (۲۰۱۷) و سریال لوپین محصول نتفلیکس (۲۰۲۱–اکنون).

## اوایل زندگی
چهارمین فرزند از هشت فرزند، سی در تخپ در بخش ایولین، منطقه ایل-دو-فرانس، فرانسه به دنیا آمد. پدر و مادر او هر دو مهاجر از غرب آفریقا هستند. مادر موریتانیایی او دیاراتو به عنوان نظافت چی خانه کار می‌کرد و پدر سنگالی او دمبا سی در یک کارخانه قطعات خودرو کار می‌کرد. او در پروژه‌های مسکن حومه‌ای کم درآمد در تراپ، حومه غربی پاریس بزرگ شد. خانواده هر تابستان از سنگال دیدن می‌کردند. در خانه پولار صحبت می‌کردند.

## جوایز
وی برنده جوایزی همچون جایزه سزار بهترین بازیگر مرد شده‌است.

## فیلم‌شناسی
از فیلم‌ها یا برنامه‌های تلویزیونی که وی در آن نقش داشته‌است می‌توان به دست‌نیافتنی‌ها، پلیس، مردان ایکس: روزهای گذشته آینده, دنیای ژوراسیک، مردم خوب، قاتل، یگان سایه و تبدیل‌شوندگان: آخرین شوالیه اشاره کرد.